# Tony Rivers
Tony Rivers opr. Douglas Anthony Thompson (født 21. december 1940 i County Durham, England) er en engelsk sanger, arrangør og producer.
Rivers har i en lang årrække sunget i kor og arrangeret vokal arrangementer og været medproducent på plader og turneer med Cliff Richard og dennes backing gruppe op gennem 1970´erne og til sidst i 1980´erne. Han har også sunget som sessionmusiker og i kor bag musikere såsom Shakin Stevens, Roger Daltrey, Sheena Easton, Soft Machine, The Who, Pink Floyd, The Shadows etc. 

## Udvalgt diskografi
- I am nearly famous (1976) - med Cliff Richard
- Rock Dreams (1977) - med Brian Bennett Band
- Every face tells a Story (1977) - med Cliff Richard
- Small corners (1978) - med Cliff Richard
- Thank You Very Much - live  (1978) - med Cliff Richard og The Shadows
- Rock 'n' Roll Juvenile (1979) - med Cliff Richard
- Now You See Me, Now You Don't (1982) - med Cliff Richard
- Dressed for the Occasion (1983) - med Cliff Richard og London Philharmoic Orchestra
- Silver (1983) - med Cliff Richard
- Rock 'n' Roll Silver (1983) - med Cliff Richard
- The Rock Connection (1984) - med Cliff Richard
- Guardian Angel (1984) - med The Shadows (med på to numre)